# Nelson Demarco Riccardi
Nelson Demarco Riccardi   (Montevideo, 6 de febrer de 1925 - 22 de juliol de 2009), conegut amb el sobrenom de Fogata, fou un jugador de bàsquet uruguaià que va competir durant les dècades de 1940 i 1950.
El 1948 va prendre part en els Jocs Olímpics de Londres, on fou cinquè en la competició de bàsquet. Quatre anys més tard, als Jocs de Hèlsinki, guanyà la medalla de bronze en la mateixa competició. El 1956, a Melbourne, disputà els seus tercers, i darrers, Jocs Olímpics. En ells guanyà una nova medalla de bronze en la competició de bàsquet.
En el seu palmarès també destaquen quatre Campionats sud-americans, el 1947, 1949, 1953 i 1955, així com una segona posició el 1945. El 1954 fou sisè en el Campionat del món de bàsquet. Durant la seva carrera esportiva va disputar 47 partits amb la selecció uruguaiana. A nivell de clubs jugà al Montevideo Basketball Club.